# Minato Kuyakusho (metropolitana di Nagoya)
Minato Kuyakusho (港区役所駅?, Minato Kuyakusho-eki) è una stazione della metropolitana di Nagoya situata nel quartiere di Minato-ku, a Nagoya, ed è servita dalla linea Meikō, la diramazione per il porto di Nagoya della linea Meijō.

## Linee
Metropolitana di Nagoya
 Linea Meikō

## Struttura
La stazione è sotterranea, e possiede due marciapiedi laterali con due binari passanti.
| 1 | Linea Meikō | per Nagoyakō                |
| 2 | Linea Meikō | per Kanayama, Sakae e Ōzone |

## Stazioni adiacenti
| «             | Servizio    | »           |
| Linea Meikō   | Linea Meikō | Linea Meikō |
| ------------- | ----------- | ----------- |
| Tsukiji-guchi | -           | Tōkai-dōri  |